# Hohenhonnef

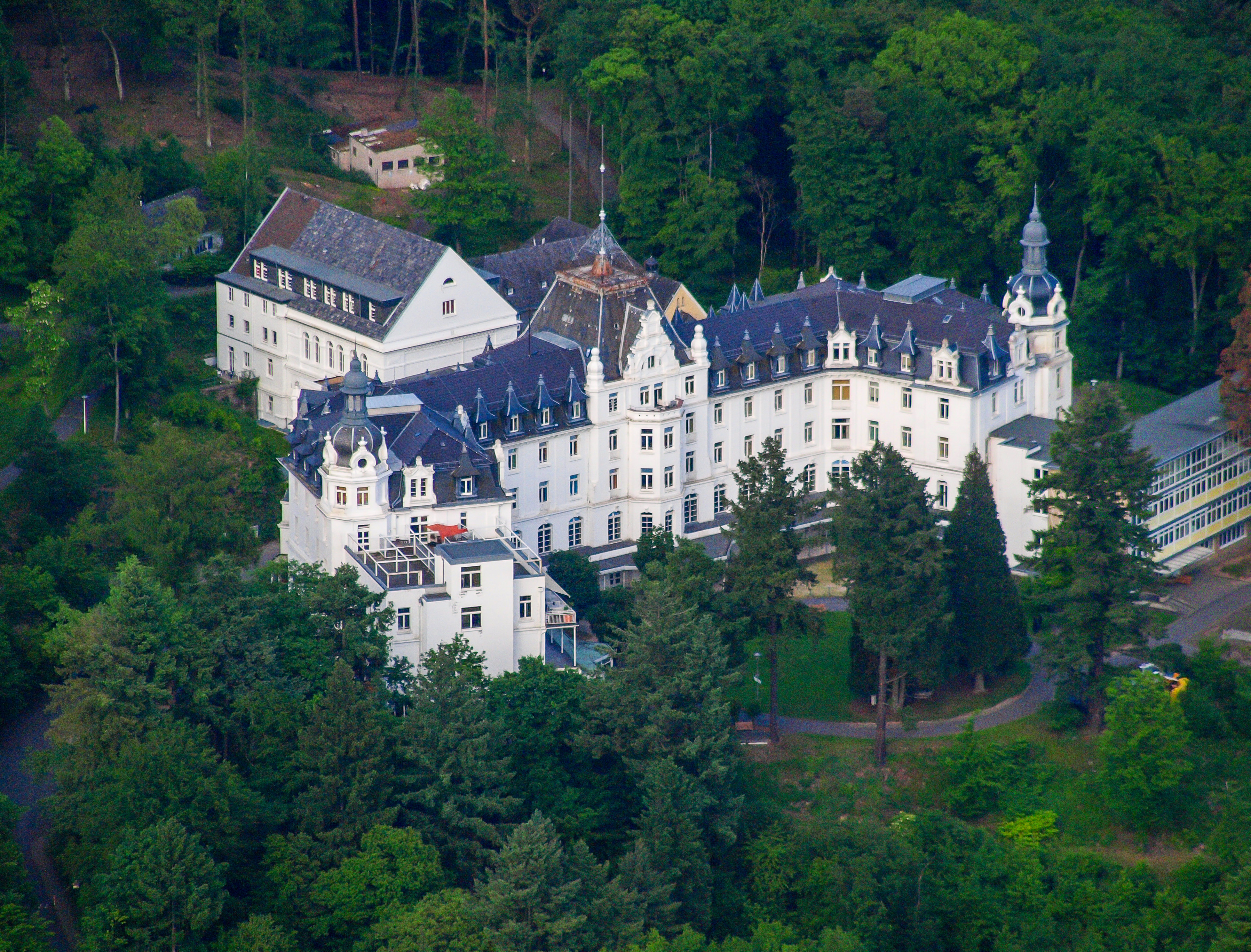
Hohenhonnef, Luftaufnahme (2012)

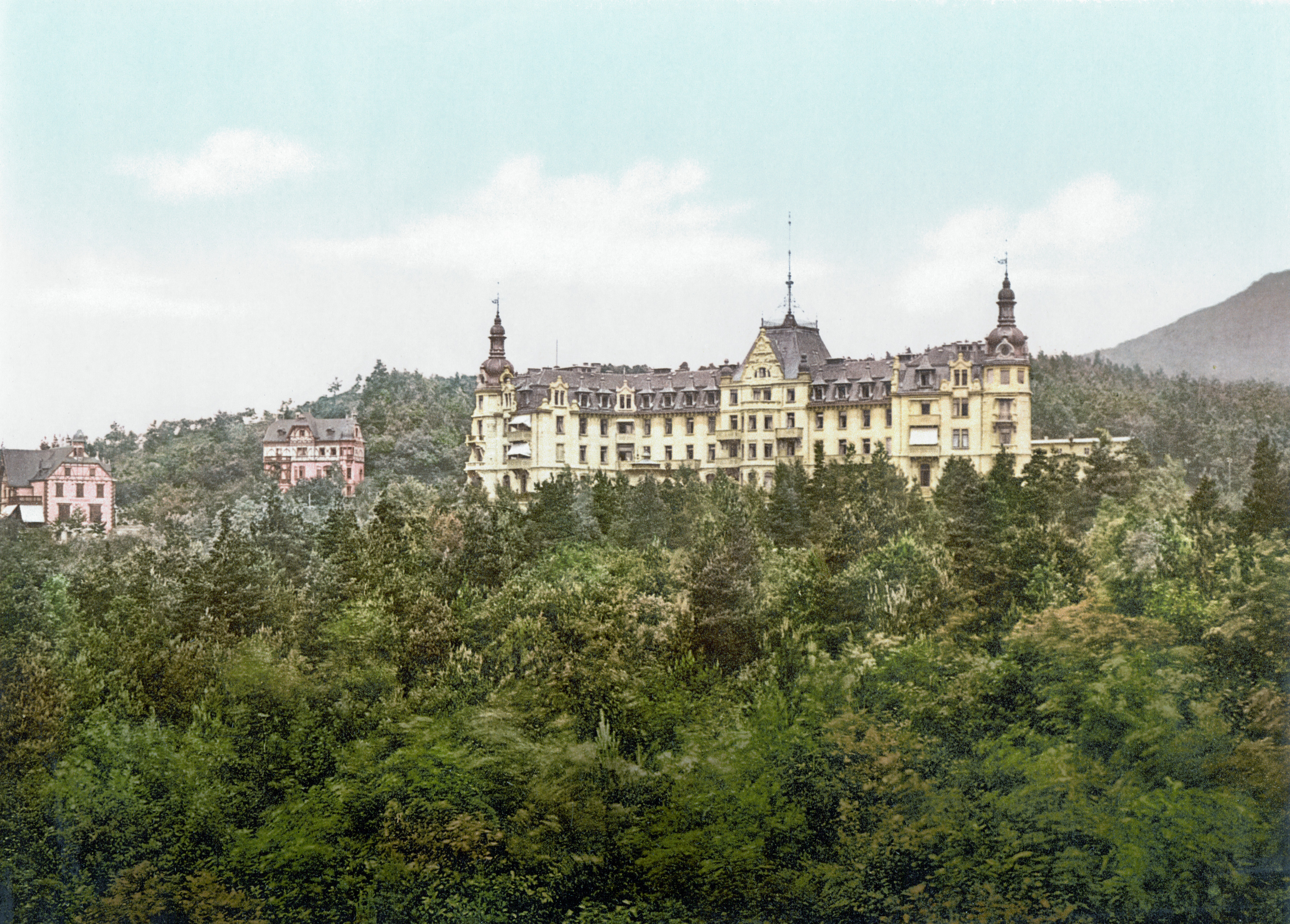
Hohenhonnef (um 1900)

Hohenhonnef ist eine ehemalige Lungenklinik in Bad Honnef, einer Stadt im nordrhein-westfälischen Rhein-Sieg-Kreis.

## Lage
Das Gelände der ehemaligen Lungenklinik liegt oberhalb der Stadt am Ende der Bergstraße (Hausnummern 110–114) auf etwa 205 m ü. NHN auf einem kleinen Plateau (Terrassenrest) am südlichen Fuß der Augusthöhe (240,8 m ü. NHN) an der Ostseite der niedrigeren Reichenberger Höhe, einer Randanhöhe des Siebengebirges, die naturräumlich jedoch noch den Honnefer Terrassenhügeln als einer Untereinheit des Rheinwesterwälder Vulkanrückens (Niederwesterwald) zugeordnet wird.

## Geschichte
Die Klinik wurde 1891/92 auf Initiative von Wilhelm August Bredt von der „Heilstätte Hohenhonnef AG“ im Stil der französischen Schlossarchitektur des 17. Jahrhunderts (klassizistischer Barock) erbaut. Mit dem Entwurf war das Leipziger Architekturbüro Pfeifer & Händel beauftragt. Auf den Bauantrag vom Februar 1891 hin wurde im Mai die Baugenehmigung erteilt. Vorab entstand eine Zufahrtsstraße zu dem Bau- und künftigen Klinikgelände in Verlängerung der Bergstraße. Der erste Bauabschnitt umfasste das Hauptgebäude einschließlich eines Speisesaaltraktes, einen Wirtschaftstrakt, eine Brunnenanlage, einen Kuhstall sowie ein Wasch- und Wäschereigebäude. Im Nachgang entstanden 1896 ein Wohnhaus für die Dienstboten sowie 1896/97 nach einem Entwurf des Architekten Ottomar Stein zwei Villen für den Chefarzt (Bergstraße 115) und den Direktor der Heilanstalt. 1897 betrug die Zahl der jährlichen Gäste etwa 800, die der Angestellten (ohne Ärzte und Hilfskräfte) 79.
Die Lungenklinik stand unter der Leitung des Chefarztes Ernst Meissen, der zuvor Oberlehrer bei Peter Dettweiler war. Sie trug zum wirtschaftlichen Aufschwung der Stadt bei, war aber auf Selbstversorgung – einschließlich eigener Postanstalt und Hochreservoir für die Wasserversorgung – ausgerichtet. Sie verfügte über vier Terrassen für Luft- und Sonnenbäder, eine für Freilichtkuren verwendete Hallenanlage, Gartensäle sowie Arztwohnhäuser. Das viergeschossige Hauptgebäude nahm ursprünglich 82 Patientenzimmer sowie mehrere Freizeiträume auf. Außerdem bestand eine evangelische Hauskapelle, während für die katholischen Patienten wöchentlich eine Messe in der nahegelegenen Fuchshardtkapelle gehalten wurde. Zu der Lungenklinik gehörte auch die Großwäscherei Mesenholl im unterhalb gelegenen Schmelztal.
1912 löste sich die Heilstätte Hohenhonnef AG auf, worauf die Klinik an die Landesversicherungsanstalt Rheinland verkauft wurde. Sie brachte dort Tuberkulosekranke unter. Auf einen Beschluss desselben Jahres zurückgehend wurde das Kellergeschoss mit dem Ziel der Einrichtung einer größeren Ambulanz ausgebaut. Von 1912 bis 1914  wurde die als zu steil geltende Fahrstraße nach Hohenhonnef durch eine neue mit weitgehend geänderter Trassierung ersetzt. 1914 erhielt die Klinik auch eine katholische Hauskapelle. 1922 erfolgte ein Umbau des Chefarzthauses, 1929 des Beamtenwohnhauses. Als „Sanatorium Rheinland“ entwickelte sich die Einrichtung zu einer modernen Fachklinik und wurde zusätzlich zur Forschungsanstalt. In den 1950er- und 1960er-Jahren wurde das Hauptgebäude umfassend erweitert. Die ehemalige Lungenklinik ist seit 1979 Standort eines Rehabilitationszentrums für Behinderte mit dem Namen Hohenhonnef GmbH, eine gemeinnützige Gesellschaft der Cornelius-Helferich-Stiftung. Das historische Hauptgebäude steht als Baudenkmal unter Denkmalschutz, die Eintragung in die Denkmalliste der Stadt Bad Honnef erfolgte am 25. Oktober 1983. Im Oktober 2014 führte ein Brand zu erheblichen Schäden am Dachstuhl des Altbaus.
In Hohenhonnef starb der armenische Mineraloge Andreas Arzruni (1847–1898). An die Zeit der Nutzung als Lungenklinik erinnern eine Episode aus der Novelle Wen die Götter lieben der Schriftstellerin Clara Viebig und die Erzählung Der Himmel auf Erden des Honnefer Heimatdichters Franzjosef Schneider.